# Radichkov Peak
Radichkov Peak är en bergstopp i Antarktis. Den ligger i Sydshetlandsöarna. Argentina, Chile och Storbritannien gör anspråk på området. Toppen på Radichkov Peak är 176 meter över havet.
Terrängen runt Radichkov Peak är varierad. Havet är nära Radichkov Peak åt sydost. Trakten är glest befolkad. Närmaste befolkade plats är St. Kliment Ohridski Base, 17,1 kilometer väster om Radichkov Peak. 